# Campiglossa whitei
Campiglossa whitei är en tvåvingeart som beskrevs av Hardy och Drew 1996. Campiglossa whitei ingår i släktet Campiglossa och familjen borrflugor. Inga underarter finns listade.